# Décembre 1822
Cette page présente les faits marquants du mois de décembre 1822.

## Événements
- 1er décembre : couronnement de Pierre Ier, empereur du Brésil.

- 4 décembre, France : Louis de Gobineau, nommé chef de bataillon au 37e régiment d'infanterie de ligne, est désigné pour la garnison de La Corogne.

- 8 décembre : victoire navale brésilienne sur les loyalistes au combat du rio Cotegipe[1].

- 12 décembre :
  - après des entretiens avec le tsar Alexandre et Metternich, Chateaubriand décide de regagner la France.
  - Sollicité par James Monroe, le Congrès des États-Unis reconnaît l’indépendance du Mexique. Voir aussi doctrine de Monroe.

- 12 décembre (30 novembre du calendrier julien) : prise de Nauplie sur les Turcs par des Grecs insurgés.

- 17 décembre : Mathieu de Monmorency est créé duc, il était déjà pair de France.

- 22 décembre, France : Villèle et Montmorency s'affrontent sur la question d'une éventuelle intervention en Espagne.

- 23 décembre : Sucre prend d’assaut la ville de Yacuanquer après la deuxième bataille de la Cuchilla de Taindala.

- 25 décembre, France : Mathieu de Monmorency, en désaccord avec Villèle, donne sa démission du cabinet.

- 28 décembre, France : Chateaubriand succède à Mathieu de Monmorency aux Affaires étrangères.

## Naissances
- 10 décembre : César Auguste Franck, compositeur
- 24 décembre : Charles Hermite (mort en 1901), mathématicien français.
- 27 décembre : Louis Pasteur (mort en 1895), scientifique français, chimiste et physicien de formation, pionnier de la microbiologie.

## Décès
- 17 décembre : Giovanni Fabbroni (né en 1752), physicien et agronome italien.